# 月曜会 (貴族院)
月曜会（げつようかい）とは、大日本帝国憲法下における貴族院に存在した院内会派（明治24年（1891年）3月18日 - 明治25年（1892年）2月3日）。
明治23年（1890年）11月29日から翌24年3月7日まで開会されていた第1回帝国議会に対応し、閉会から11日後の18日に近衛篤麿・二条基弘らの発案で設立された。20余名で構成されたこの会は財政を始め政治問題を調査する目的で有志を募り、近衛を始め谷干城、槇村正直などが参加し34名となった。
月曜会に先立ち、近衛・二条は明治23年11月4日に同志会を結成、明治24年3月24日に三曜会に改名していた。会員も活動時期も月曜会と重なり、両派は共に月曜日に華族会館で会合を開き、午前9時から正午まで三曜会が、午後1時から月曜会が会館に集まっていた。
集会は10月までは開かれていたが、11月から第2回帝国議会が開会されると休会しただけでなく、所属していた近衛や谷ら議員が懇話会、三曜会、研究会など会派を次々に結成したことから、月曜会は人が集まらなくなった。明治25年2月3日の会合で解散を問われた後は開催されなかったため、消滅したと推測される。